# Каменка (приток Большой Сестры)
Ка́менка — река в Волоколамском городском округе Московской области России, левый приток Большой Сестры.
Берёт начало между станциями Матренино и Чисмена Рижского направления Московской железной дороги, впадает в Большую Сестру у деревни Аннино примерно на половине расстояния между посёлком Чисмена и селом Теряево.
Длина — 14 км, по другим данным — 15 км. Равнинного типа. Питание преимущественно снеговое. Замерзает обычно в середине ноября, вскрывается в середине апреля:7—8. Живописные берега Каменки с их нехоженными чащами и звериными тропами вызывают большой интерес у туристов.
Пригодна для сплава. На последних 10 км (от д. Амельфино) перепад высот составляет больше чем 60 м.
По данным Государственного водного реестра России, относится к Верхневолжскому бассейновому округу. Речной бассейн — (Верхняя) Волга до Куйбышевского водохранилища (без бассейна Оки), речной подбассейн — бассейны притоков (Верхней) Волги до Рыбинского водохранилища, водохозяйственный участок реки — Волга от города Твери до Иваньковского гидроузла (Иваньковское водохранилище).